# اسدالله رشیدیان
اسدالله رشیدیان (زادهٔ ۱۲۹۸ در تهران - درگذشتهٔ ۱۳۵۹ در لندن) یک تاجر و سیاستمدار انگلوفیل ایرانی بود که به همراه برادرانش نقش مهمی در سرنگونی محمد مصدق نخست‌وزیر ایران در سال ۱۹۵۳ ایفا کردند. او یکی از عوامل مخفی اصلی سرویس اطلاعات مخفی بریتانیا (ام‌آی۶ یا SIS) بود و از طریق او سازمان اطلاعات مرکزی ایالات متحده (سیا) توانست محمدرضا پهلوی را متقاعد کند که این کودتا را (با اسم رمز عملیات آژاکس) تأیید کند.
کمک‌های اصلی رشیدیان به عملیات کودتا، تشویق خواهر شاه، اشرف پهلوی، برای جلب موافقت برادرش با این عملیات و ایفای نقش رابط بین تیم ام‌آی۶/سیا و شاه در زمان اجرای عملیات بود. در ۲۱ مهر ۱۳۳۱ دولت حکم بازداشت اسدالله رشیدیان، برادرش عبدالحسین حجازی و چند تن دیگر را صادر کرد. با این وجود آن‌ها به زودی آزاد شدند.

## ارتباط با انگلستان
خانوادهٔ رشیدیان در دوران جنگ جهانی دوم علیه عوامل آلمان نازی و نیز کمونیست‌ها با انگلیسی‌ها در زمینه‌هایی مانند «نیروهای مسلح، مجلس، رهبران مذهبی، مطبوعات، دسته‌های خیابانی، سیاست‌مداران و دیگر شخصیت‌های تأثیرگذار» همکاری می‌کردند. رشیدیان‌ها به‌طور خاص در ارتباط با رابرت چارلز زینر قرار داشتند و آن لمبتون نیز در جریان این همکاری قرار داشت.

## نقش در کودتای ۲۸ مرداد
آن لمبتون در اواسط سال ۱۳۳۰ طرحی را به وزارت خارجهٔ بریتانیا پیشنهاد کرد که بعدها به «مأموریت زینر» معروف شد. بر اساس این طرح رابرت چارلز زینر می‌بایست با ایرانیانی که در راستای اهداف بریتانیا بودند، تماس برقرار کند و زمینهٔ «تغییر رژیم» در ایران را فراهم کند. زینر با اسدالله رشیدیان و خانواده‌اش تماس می‌گیرد و تا زمان ترک تهران شخصاً رشیدیان‌ها را برای اهداف ام‌آی۶ هدایت می‌کند. رشیدیان‌ها از مرداد ۱۳۳۰ ماهانه ۱۰ هزار پوند از بریتانیا برای فعالیت‌های خود بر ضد مصدق دریافت می‌کردند. در خرداد ۱۳۳۲ ام‌آی۶ اسدالله رشیدیان و سندیکای جنایی او را برای انجام مرحلهٔ نهایی پروژهٔ موسوم به تی.پی. آژاکس در اختیار کرمیت روزولت و سیا قرار داد. از اواسط ۱۳۳۰ اسدالله رشیدیان و خانواده‌اش تحت حمایت دقیق ام‌آی۶ و رابرت چارلز زینر، به تلاش برای تضعیف دولت مصدق می‌پرداختند.
نقش اسدالله رشیدیان و برادرانش در کودتا به صورت اقداماتی پنهانی و خرابکارانه از قبیل سامان‌دهی و تأمین مالی شبکه‌های مختلف متشکل از عوامل تحریک‌کننده، پرداخت پول به روزنامه‌نگاران و رسانه‌ها برای انتشار مداوم اخبار جعلی و مخرب علیه دولت مصدق و نیز بی‌ثبات کردن مجلس بود. نتایج اقدامات رشیدیان‌ها در تشدید اختلافات درون جبههٔ ملی ایران نمود یافت. به‌ویژه پس از قیام ۳۰ تیر ۱۳۳۱ این اختلافات به جدایی کاشانی، حسین مکی و مظفربقایی از مصدق منجر شد. این جدایی‌ها از عواملی ناشی می‌شد که توسط برادران رشیدیان ایجاد و هدایت می‌کردند.
پس از روی کار آمدن دولت محمد مصدق فعالیت‌های اسدالله و برادرانش به نام‌های سیف‌الله و قدرت‌الله برای حفظ منافع دولت بریتانیا و سرنگونی دولت محمد مصدق آغاز شد.
در دومین نقشه سیا برای به انجام رساندن کودتای ۱۳۳۲، مأموران سیا توانستند به کمک رشیدیان حکم عزل محمد مصدق و حکم نخست‌وزیری زاهدی را از محمدرضا پهلوی بگیرند.
گفته شده که اسدالله رشیدیان در خرداد ۱۳۳۲ به منظور دخالت دادن اشرف پهلوی در کودتا راهی فرانسه شد و با او ملاقات کرد.

## فعالیت بانکی
اسدالله رشیدیان مالک بانک اصناف بود. به گفتهٔ جلیل شرکا مدیرعامل بانک ملی در دورهٔ پهلوی، بانک اصناف ورشکسته بوده و رشیدیان تلاش می‌کرده با استفاده از ارتباطی که با شاه داشته برای آن از دولت پول بگیرد. شرکا گفته رشیدیان به دیدار او آمده و می‌خواسته با نشان دادن عکس خود با شاه با مایو در کنار دریا یا عکس‌هایی در مجالس عمومی وی و رئیس نظارت بر برنامه‌های بانک ملی را تحت تأثیر قرار دهد. بانک اصناف در نهایت به دستور محمد یگانه تعطیل شد.

## ازدواج
رشیدیان در سال ۱۳۳۷ با لیلی دفتری دختر سرلشکر محمد دفتری ازدواج کرد. دفتری از دوستان فرح دیبا بود.

## پس از انقلاب ۱۳۵۷
اسدالله رشیدیان پیش از انقلاب ۱۳۵۷ سرمایه خود را از کشور خارج کرد و خود نیز به انگلستان رفت. وی در سال ۱۳۵۹ در لندن بر اثر سکتهٔ قلبی درگذشت.